# Église Saint-Basle de Caurel
L'église Saint-Basle remonte au XIIe siècle. De style roman, elle est classée aux monuments historiques depuis 1921. 

## Histoire
Elle porte le nom de Basle de Verzy et au XVIIIe siècle avait deux autels latéraux dédié à Nicolas et Fiacre. Elle dépendait du chapitre cathédrale de Reims. Elle date pour sa plus grande part du XIIe siècle, au XVIe furent modifiés : le portail et la façade occidentale ainsi que les chapelles latérales. L'une datant de 1553 fut érigée avec les pierres provenant de la démolition de l'église de La Neuville-les-Pomacle, l'inscription fait par Isodore Bauda qui devait être le maçon. Les traces d'un cadran solaire qui était sur la face sud du bas-côté.

## Mobilier
L'église a une sainte famille, groupe sculpté du XVIe  et une Vierge du XVe, elle se trouvait dans le cimetière et fut placé dans l'église au début du XXe siècle. Les fonts baptismaux de marbre rouge veiné de blanc proviendrait de l'église de Marqueuse qui fut détruite au XVIIe siècle.

## Images

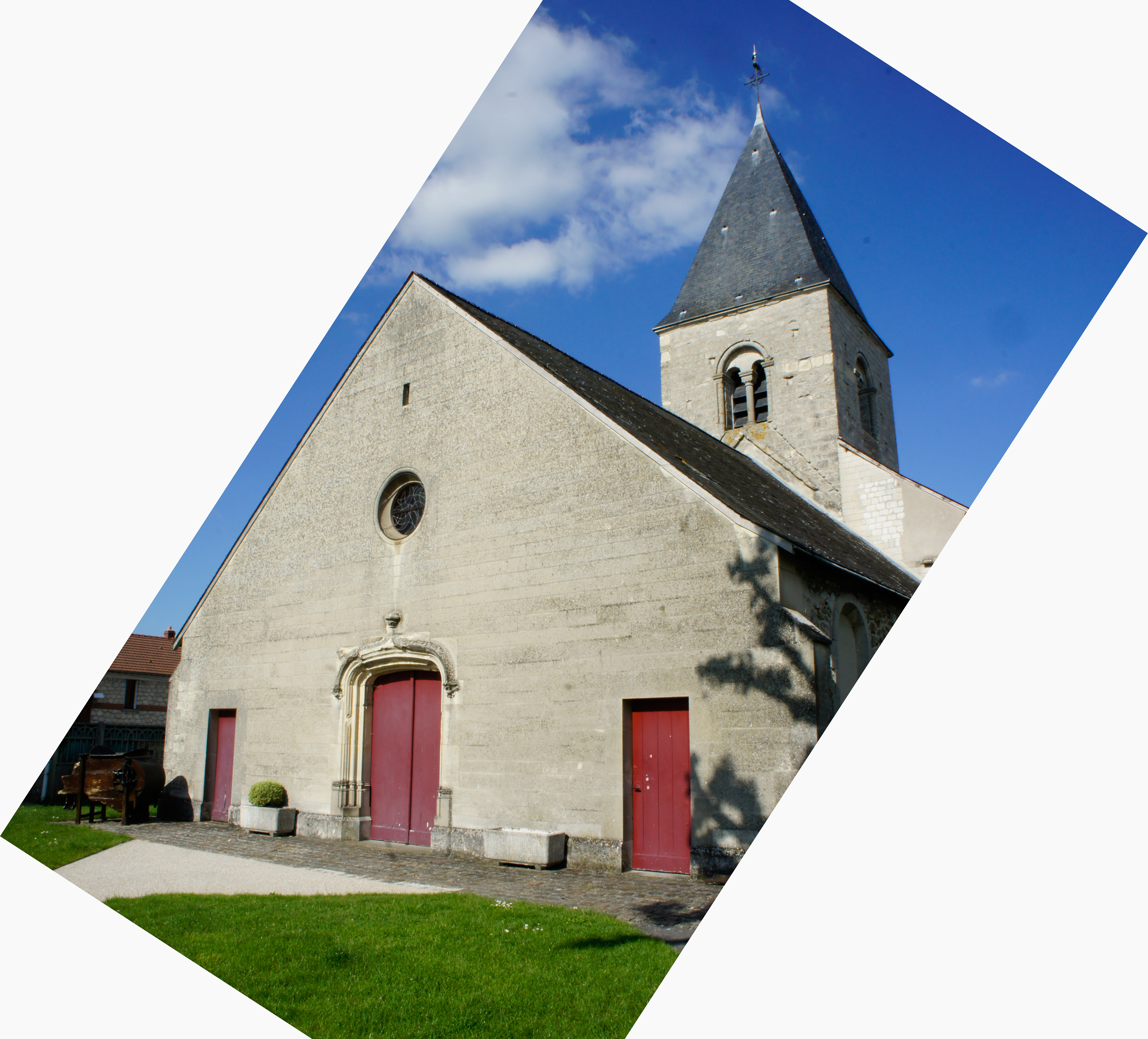
Portail occidental.
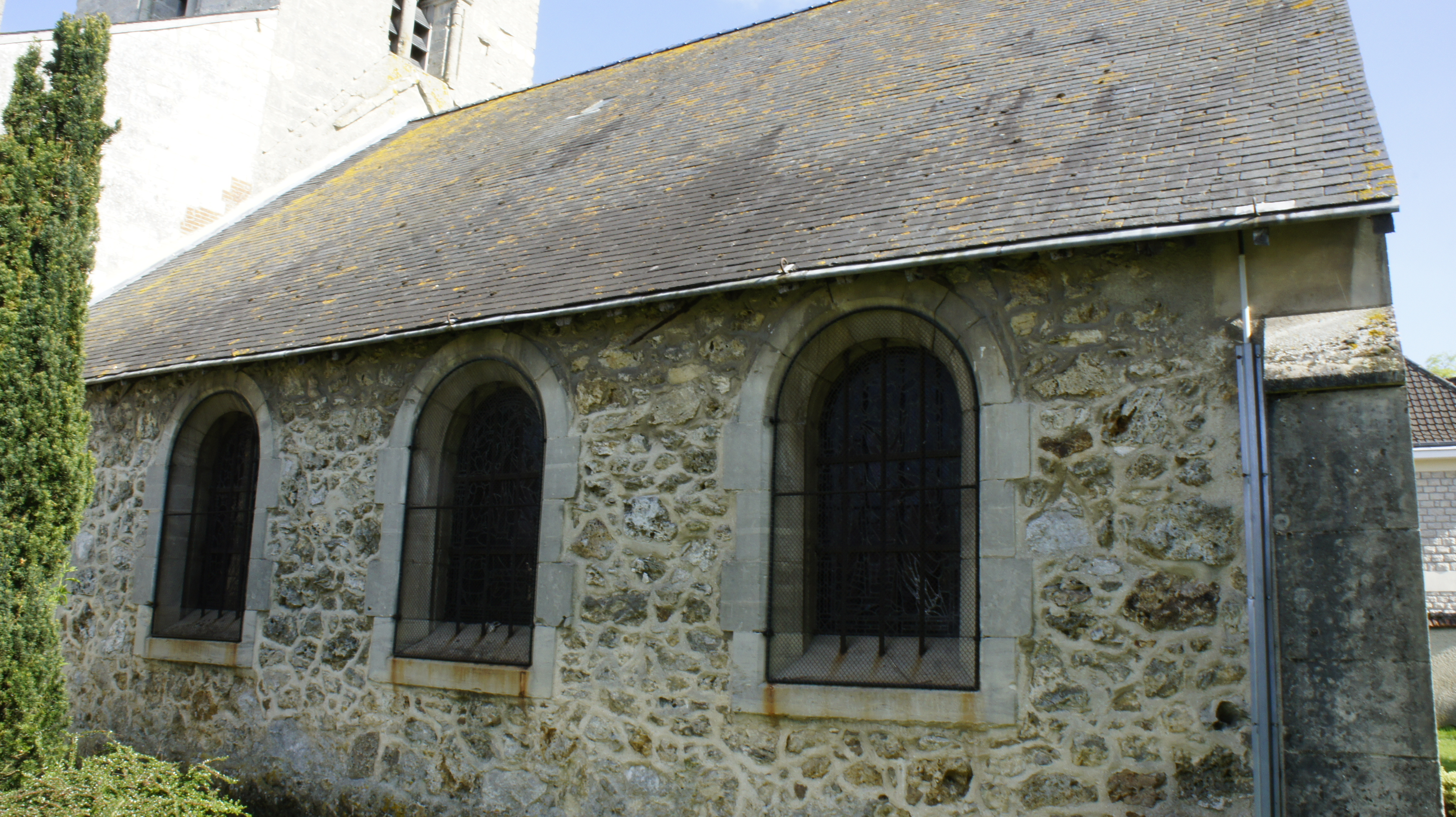
Le côté nord.
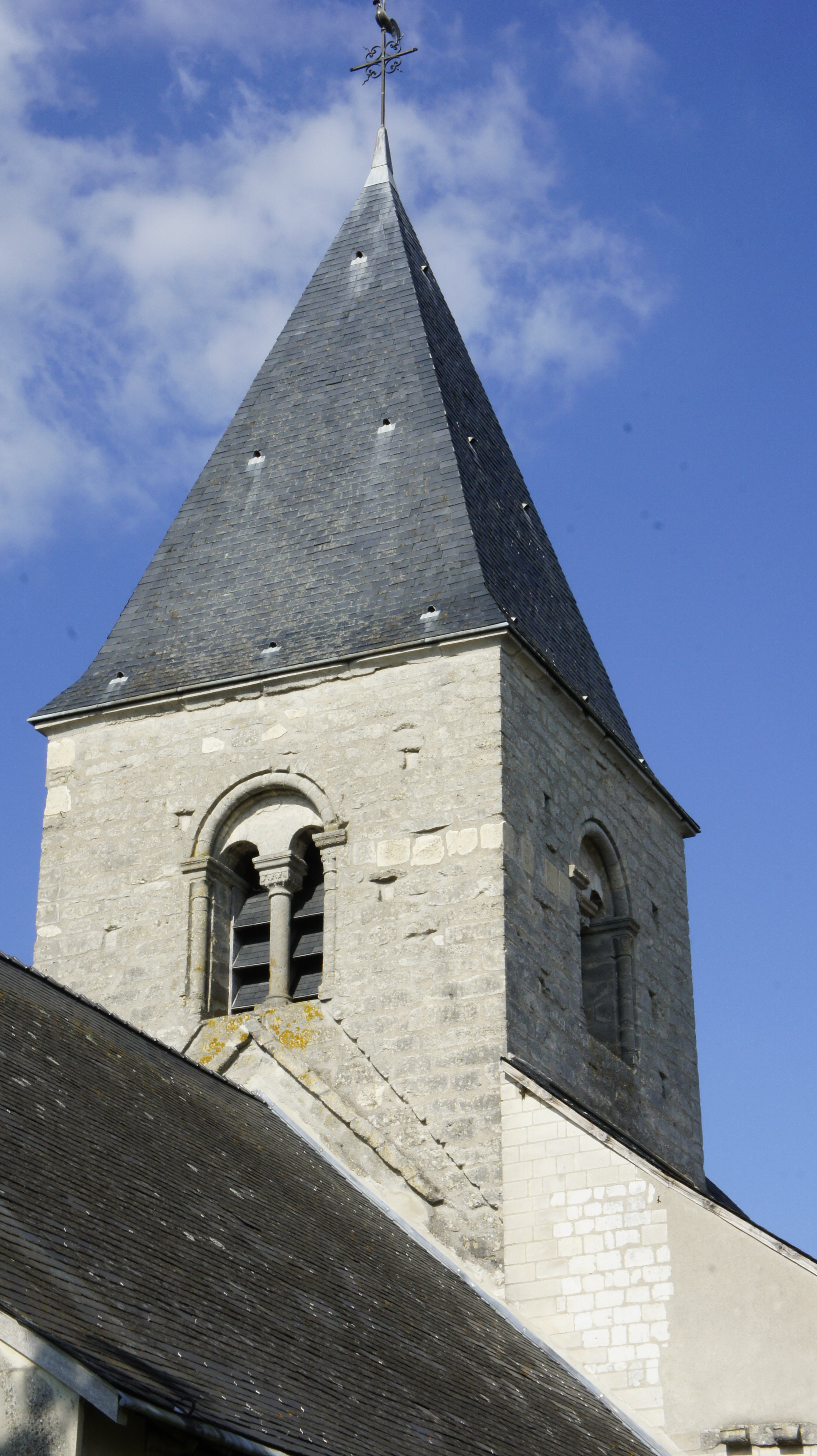
Le clocher.